# Liste der Biografien/Johl
Liste der Biografien |
Portal Biografien |
Personensuche
# |
A |
B |
C |
D |
E |
F |
G |
H |
I |
J |
K |
L |
M |
N |
O |
P |
Q |
R |
S |
T |
U |
V |
W |
X |
Y |
Z |
?
 
Ja |
Jb |
Jd |
Je |
Jh |
Ji |
Jj |
Jl |
Jn |
Jm |
Jo |
Jp |
Jr |
Js |
Jt |
Ju |
Jv |
Jw |
Jy
 
Joa–Jog |
Joh |
Joi–Jom |
Jon |
Joo |
Jop |
Jor |
Jos |
Jot |
Jou |
Jov |
Jow |
Jox |
Joy |
Joz
 
Joha |
Johe |
Johi |
Johl |
John |
Joho |
Johr |
Johs
Die Liste der Biografien führt alle Personen auf, die in der deutschsprachigen Wikipedia einen Artikel haben. Dieses ist eine Teilliste mit 11 Einträgen von Personen, deren Namen mit den Buchstaben „Johl“ beginnt.

## Johl
- Johl, Günter (1908–1965), deutscher Maler und Grafiker

### Johle
- Jöhle, Josef (1889–1942), deutscher Architekt, Unternehmer und Bürgermeister von Radolfzell am Bodensee
- Johlen, Heribert (1937–2022), deutscher Jurist, Lehrbeauftragter sowie Sachbuchautor
- Johler, Jens (* 1944), deutscher Schriftsteller
- Johler, Reinhard (* 1960), österreichischer Volkskundler, Sozialanthropologe und Hochschullehrer

### Johli
- Johlige, Andrea (* 1977), deutsche Politikerin (Die Linke), MdLAndrea Johlige (* 1977)

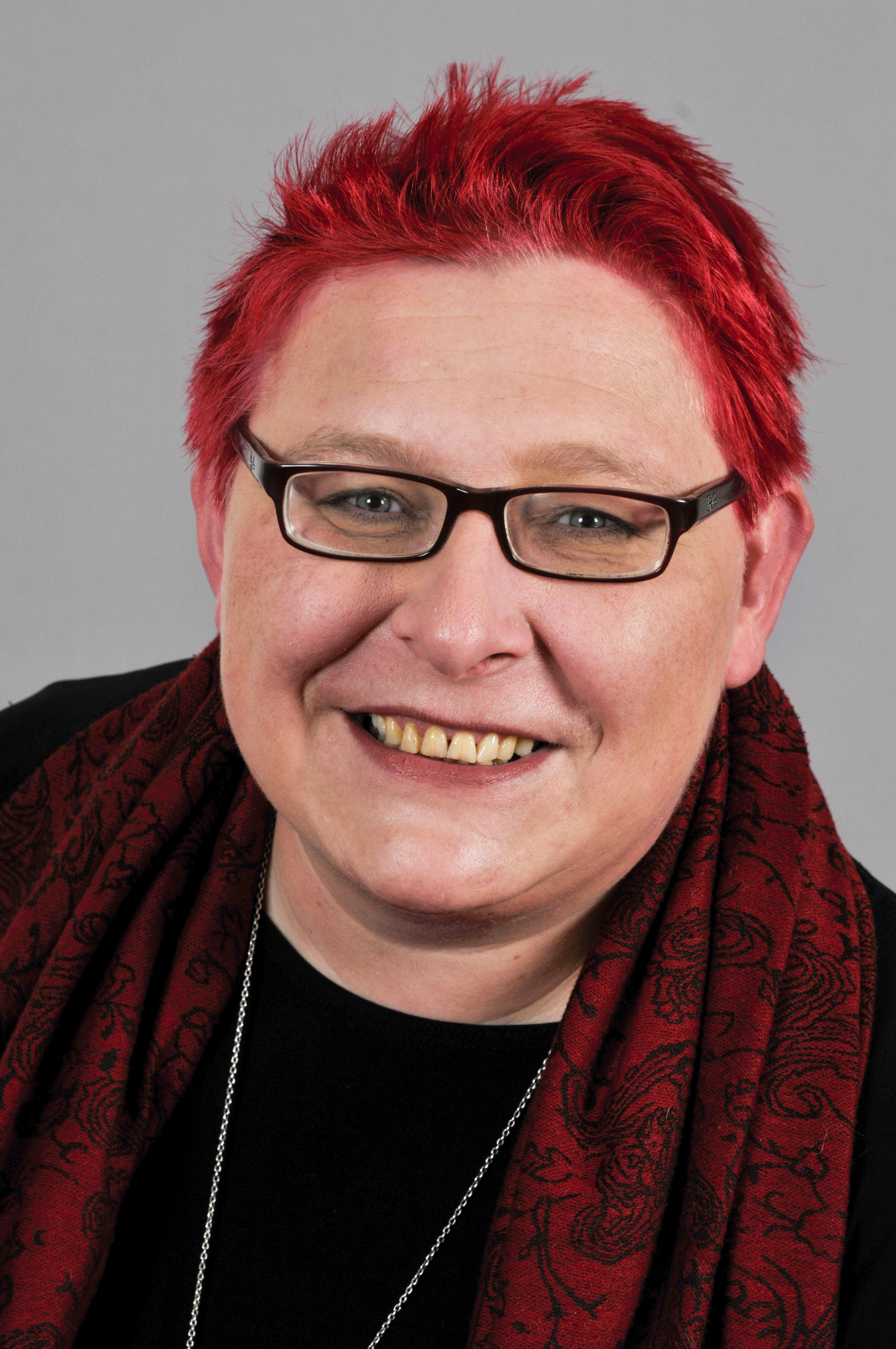
Andrea Johlige (* 1977)

- Johlige, Arthur (1857–1937), deutscher Architekt
- Jöhling, Wolfgang (* 1944), polnischer Übersetzer, Publizist, Lyriker und Fotograf deutscher Herkunft
- Jöhlinger, Otto (1883–1924), deutscher Wirtschaftsjournalist, Nationalökonom, Zeitungswissenschaftler
- Johlitz, Fritz (1898–1974), deutscher Politiker (NSDAP), MdR

### Johls
- Johlson, Joseph (1777–1851), deutscher Reformpädagoge und jüdischer Theologe